# 法恩寺 (姫路市夢前町)
法恩寺（ほうおんじ）は、兵庫県姫路市夢前町にある寺院。同市山野井町にある法恩寺とは別の寺院である。

## 歴史
開山時期は不詳であるが、開山の法雲此丘の石造無縫塔があり、法雲没年は永和4年（1378年）とされる。昭和40年（1965年）の水害で流出した法恩寺跡墓石群の一部が石造無縫塔である。
本尊の木造薬師如来（兵庫県立歴史博物館蔵）は、日本の嘉禎3年（1237年）宋に渡った建仁寺の心地覚心が、南宋の嘉熙元年（1237年）、明州の仏師沈一郎に造らせたとされる。
もともと臨済宗寺院として創建されたがのちに荒廃し、江戸時代に浄土宗僧侶光譽蓮心によって中興され浄土宗に改宗。戦前まで浄土宗播磨幡念寺末寺となっていたが長きにわたり無住状態が続き寺は荒廃した。
寺の隣の温泉旅館の主人だった清水澄海は法恩寺の荒廃を憐れみ私財を投じで寺を再建。戦後浄土宗から宗派離脱。この時より単立宗教法人となった。
国指定史跡置塩城跡の北に位置し、昭和29年（1954年）、当時の住職である清水澄海によって、法恩寺の裏山に姫路藩寛延一揆に関わる置塩神社が創建された。
昭和40年の豪雨の土砂崩れに遭い本堂が倒壊。その後本堂は今だ再建出来ていない。

## 所在地
- 姫路市夢前町古知之庄法持16